# Sông Belaya (Kama)
Sông Belaya hay sông Aghidhel (tiếng Nga: Белая; tiếng Bashkir: Ағиҙел; tiếng Tatar: Агыйдел, Ağidel) là con sông nhánh phía tả ngạn của sông Kama, chảy trong lãnh thổ Cộng hòa Bashkortostan, Nga. Đầu nguồn của nó nằm ở phía tây nam dãy núi Ural. Chiều dài của sông Belaya là 1.430 km (889 dặm). Tên gọi trong tiếng Turk của con sông này nghĩa là Volga trắng, còn tên gọi trong tiếng Nga chỉ đơn giản là sông Trắng.
Tại thượng nguồn, sông Belaya chảy trong khu vực với bờ thấp và lầy lội. Phía dưới làng Tirlyanskii thì thung lũng triền sông bị thu hẹp một cách dữ dội; ở nhiều phần thì hai vách của nó dựng đứng và cheo leo, được che phủ bằng các cánh rừng. Sau khi tiếp nhận nước từ sông nhánh phía hữu ngạn là sông Nugush, nó lại chảy trong khu vực đồng bằng, thung lũng triền sông lại được trải rộng ra; còn sau khi có sông Ufa chảy vào thì sông Belaya đã là một con sông đồng bằng điển hình. Chảy qua những bãi bồi rộng lớn, sông này tạo ra nhiều khúc cong và tỏa nhánh. Bờ bên phải trên phần lớn chiều dài là cao hơn so với bờ bên trái.
Nguồn nước cung cấp cho sông này chủ yếu là tuyết. Lưu lượng trung bình năm tại Birsk là 858 m³/s. Nó bị đóng băng vào khoảng giữa tháng 11, và tan băng vào giữa tháng 4 năm sau.
Sông Belaya là tuyến đường thủy quan trọng nhất tại Bashkortostan. Nó là thành phần hợp thành của tuyến đường thủy Moskva – Ufa, mà theo đó người ta thường tổ chức những chuyến đi đặc biệt cho du khách.
Trong dự án các thác nước của 3 công trình thủy lợi, vào năm 2003 người ta đã xây dựng hồ chứa nước đầu tiên, hồ Yumaguzinskoye, và năm 2005 đã xây xong tổ hợp cuối cùng của nhà máy thủy điện Yumaguzinskaya.
Các sông nhánh chính: Nugush, Sim, Ufa, Bir, Tanyp – bên hữu ngạn; Ashkadar, Urshak, Dyoma, Karmasan, Chermakan, Baza, Syun – bên tả ngạn.
Các khu vực dân cư chính dọc theo sông Belaya có: Beloretsk, Salavat, Ishimbai, Sterlitamak, Ufa (tại nơi hợp lưu với sông Ufa) và Birsk. Sông Belaya chảy vào sông Kama chỗ gần Neftekamsk.
Sông Belaya là một trong những con sông phổ biến nhất ở khu vực Ural trong việc chuyên chở hàng hóa bằng bè mảng.